# Eupithecia indistincta
Eupithecia indistincta es una especie de polilla de la familia Geometridae. La especie fue descrita por primera vez por George Taylor habiendo sido descrita en 1910, con distribución en Estados Unidos. El holotipo de la especie fue descrita en las Montañas de Catskill, Nueva York. Es una polilla pequeña con una envergadura de 28 milímetros (1,1 plg) una de las mayor tamaño de su género en el este de Estados Unidos. Tiene gran parecido a la especie Eupithecia packardata.

## Distribución
E. indistincta se distribuye desde el este de Canadá hasta el oeste de Illinois y Misuri,  desde Maine hasta Carolina del Norte. Ha sido descrita también en el sur de California.

## Descripción
Toda la superficie superior es de un color arcilla opaco, más pálido que en E. packardata. El abdomen cuenta con una banda negra muy visible en el segundo segmento y pequeños mechones dorsales negros en los otros segmentos. Cuenta con una mancha discal grande y redonda en lugar de lineales, y una mancha oscura en la costa, de donde procede la línea extradiscal. Los palpos son muy cortos. Las polillas vuelan de mayo a junio, con los machos escasos en los censos de investigación.